# Puka (Estonie)
Pour les articles homonymes, voir Puka.
Puka est un petit bourg de la commune d'Otepää, situé dans le comté de Valga en Estonie.

## Géographie
Le village est situé dans le centre du comté de Valga, à mi-chemin entre Otepää à l'est et Tõrva à l'ouest.
Il possède une gare desservie par la ligne de chemin de fer reliant Tartu à Valga.

## Histoire
Appelé Bockenhof en allemand, le village fait partie du gouvernement de Livonie à l'époque de l'Empire russe. Le 3 mai 1897, le déraillement d'un train militaire à 3 km au nord du village entraîne la mort de 58 personnes.
Avant la réorganisation administrative d'octobre 2017, il était le chef-lieu de la commune de Puka, supprimée à cette date, et fait partie depuis de la commune d'Otepää.

## Démographie
En 2019, la population s'élevait à 565 habitants.

## Galerie

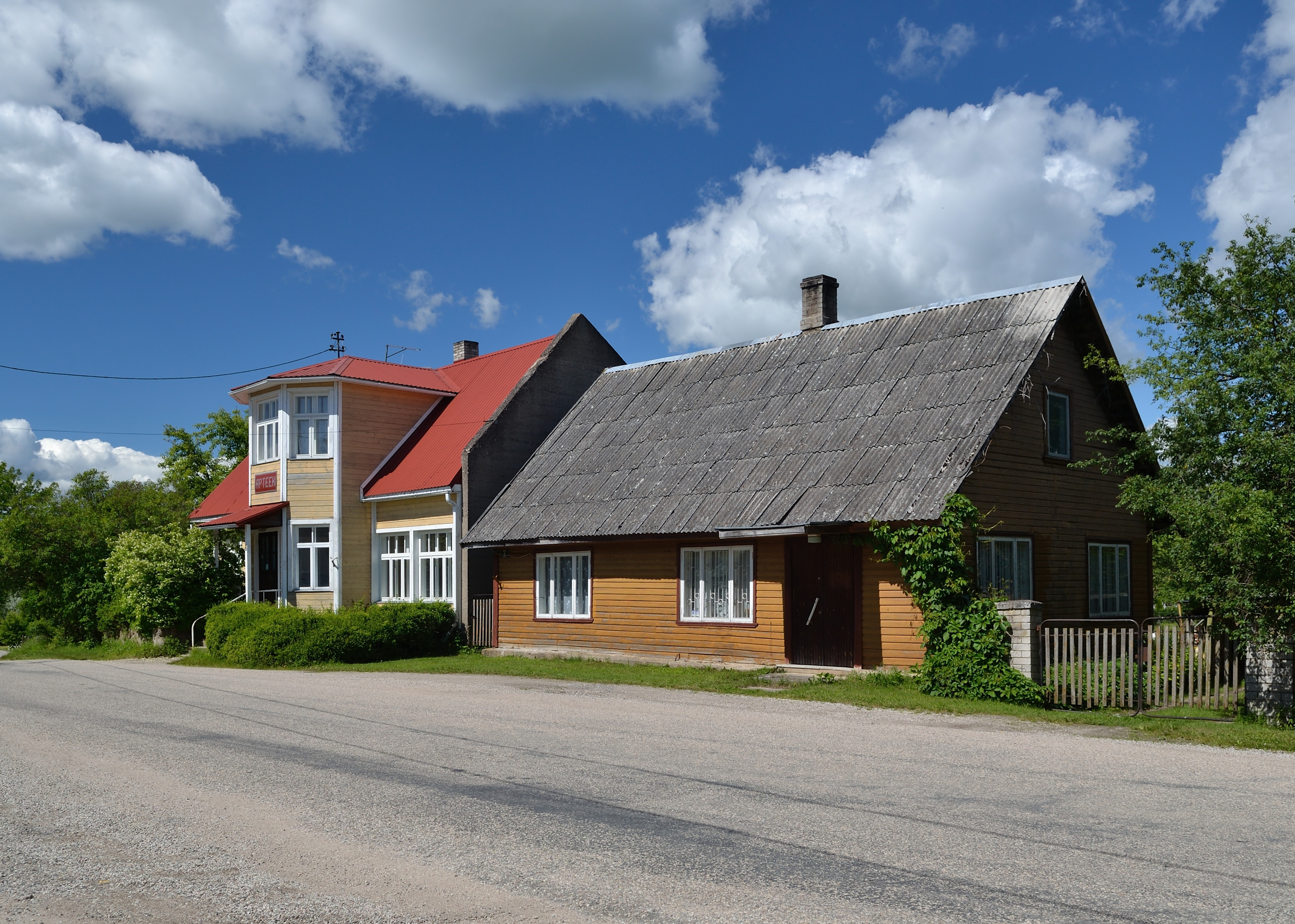
Elamu Kesk tn 6
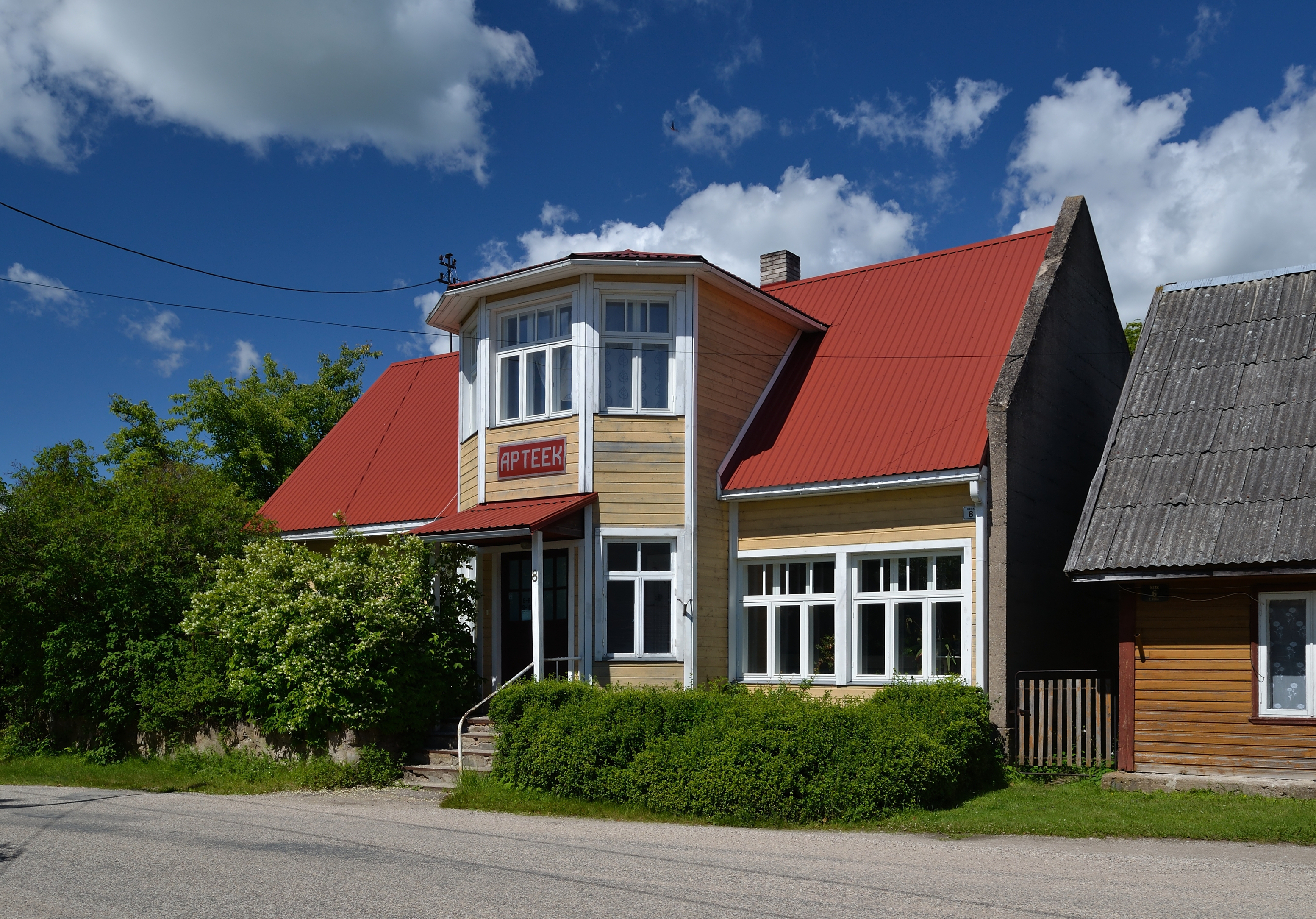
Pharmacie, elamu Kesk tn 8
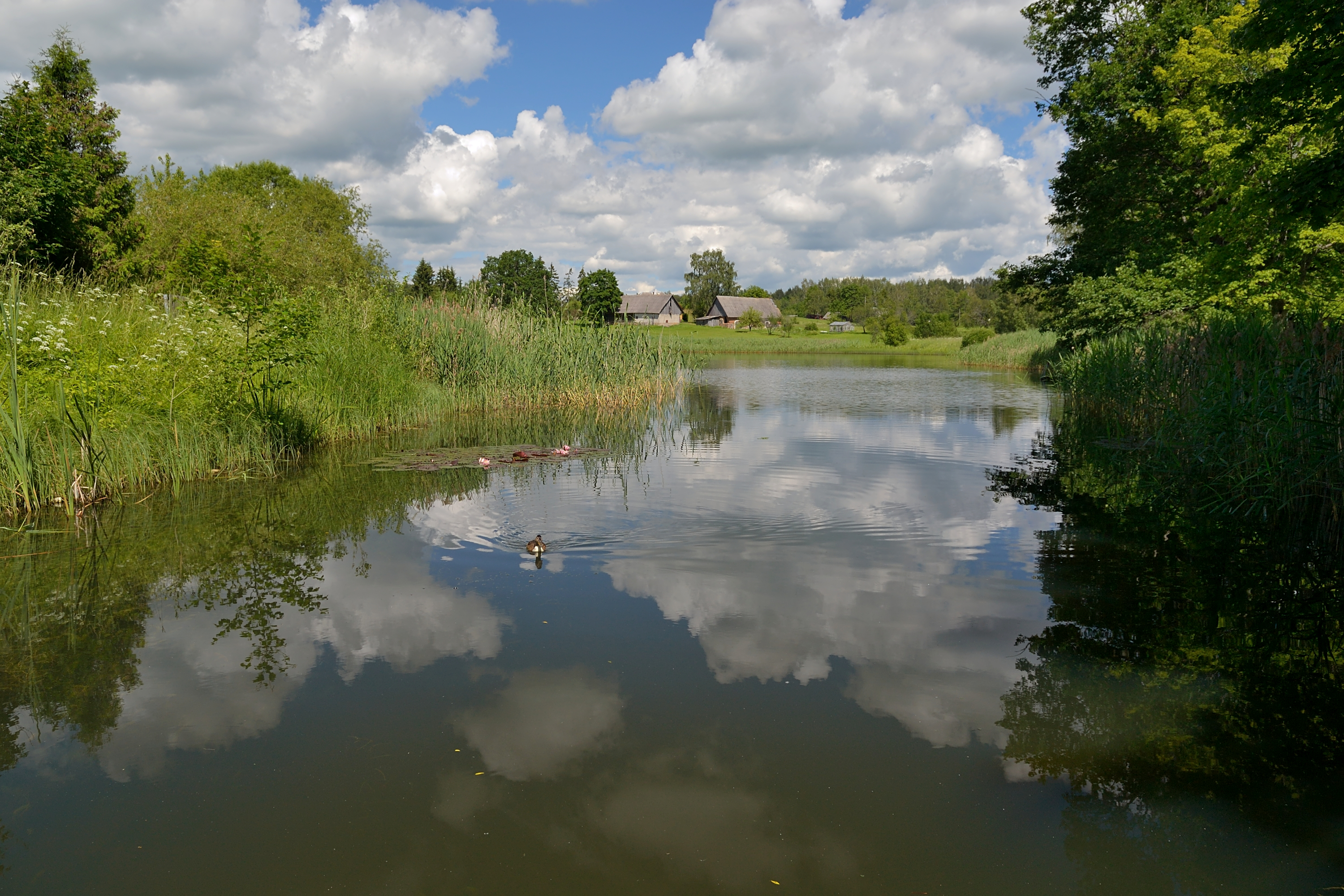
Retenue d'eau.